# HIT – Wer erzieht hier wen?
HIT – Wer erzieht hier wen? (Originaltitel: HIT) ist eine spanische Jugend-Drama-Serie, die von Grupo Ganga für TVE produziert wird. Die Premiere der Serie fand in Spanien am 21. September 2020 auf dem öffentlich-rechtlichen Fernsehsender La 1 statt. Im deutschsprachigen Raum erfolgte die Erstveröffentlichung der Serie am 15. September 2021 auf dem Streamingdienst RTL+.
Die Serie wurde um eine zweite Staffel verlängert. Die zweite Staffel umfasste ebenfalls zehn Folgen und hatte seine Premiere beim Sender RTVE Play am 21. Oktober 2021. 

## Handlung
Die Serie setzt sich vielseitig mit Problemen und Fragen des spanischen Bildungswesens und der Gesellschaft auseinander. Innerhalb der Serie werden verschiedenartige Themen behandelt, zu denen Erziehung, Bildung, Gewalt, Drogen, Sucht, Armut, Perspektivlosigkeit, Zukunftsängste, Versagensängste, Beziehungen, Liebe, Sexualität, Ausgrenzung, Mobbing, Einsamkeit, Soziale Medien und der Generationenkonflikt zählen.

### Staffel 1
Der unkonventionelle Pädagoge Hugo Ibarra Toledo, auch bekannt als HIT, ist geprägt von einer Vergangenheit voller Traumata. Er ist politisch unkorrekt, provokant, eigensinnig, egozentrisch, ein bekennender Verlierer und in gewisser Weise in seinem Handwerk brillant. Als er von seiner ehemaligen Kollegin Ester de la Vega, der amtierenden Direktorin der Anne-Frank-Schule in Madrid, gebeten wird, ihr bei ihren Problemen zu helfen, die mittlerweile so schwerwiegend sind, dass der Schulbetrieb nicht mehr tragbar ist, willigt er ein. Gegen den Widerstand einiger Lehrer, Eltern und vor allem Schüler schließt er sich dem Schulpersonal an und nimmt die Probleme in die Hand. Seine Ziele sind es die Verbrechen an der Schule aufzuklären, bestmöglich mit allen Beteiligten zu arbeiten, um die verschiedenen Konflikte und Probleme zu entschärfen sowie bestenfalls zu lösen, und die Schule zu einem besseren Ort zu machen.
HIT beginnt damit eine Gruppe von neun ausgewählten Problemschülern aus allen gesellschaftlichen Schichten und mit krimineller Energie, die auch im Verdacht stehen, mitverantwortlich für einen Brandanschlag auf die Fahrzeuge der Lehrkräfte zu sein, in unkonventionellen Kursen auf die richtige Bahn zu lenken. Während seiner Arbeit wird HIT mit den Konflikten und Problemen aller Seiten konfrontiert. Und die Fronten scheinen sich zu verhärten. Die Gewaltspirale dreht sich immer weiter und droht tödliche Ausmaße anzunehmen. Jeder ist mit seinen persönlichen Problemen konfrontiert und hat mit ihnen zu kämpfen, eingeschlossen HIT selbst. Wird es HIT gelingen in Zusammenarbeit mit den verschiedenen Parteien zusammengesetzt aus Schülern, Lehrern und Familie, die bestehenden Konflikte abzubauen und für Probleme langfristige Lösungen zu finden, um daraus resultierend eine Annäherung aller zu erreichen? Und wird er für sich selbst den richtigen Weg finden?

## Produktion
Die Idee zur Serie stammt von Joaquín Oristrell, der zusammen mit Elena Trapé und Álvaro Fernández Armero die Regie in Staffel 1 führte. Die Dreharbeiten zur ersten Staffel begannen im Januar 2020. Gedreht wurde in Madrid und Umgebung. Aufgrund der COVID-19-Pandemie und einem folgenden Lockdown mussten die Dreharbeiten kurz darauf unterbrochen werden. Die Wiederaufnahme der Dreharbeiten zur ersten Staffel erfolgte am 22. Juni 2020, und endeten am 24. Juli 2020.
Die gesamte erste Staffel erreichte einen durchschnittlichen Marktanteil von 9,2 % bzw. durchschnittlich 1.490.000 Zuschauer, während die erste Folge einen Marktanteil von ca. 10 % einholte. Aufgrund von stabilen und zufriedenstellten Zuschauerzahlen sowie positiven Feedbacks seitens Zuschauern, Fachpersonals und Fachkritikern wurde die Serie im November 2020 um eine zweite Staffel verlängert.
Die Dreharbeiten zur zweiten Staffel begannen im Mai 2021 in Mejorada del Campo und wurden später unter anderem nach Madrid verlagert. Die zweite Staffel wird einer neuen Handlung folgen, in welcher die Stadt Puertollano und ihre Umgebung als Kulisse für einen neuen fiktiven Schauplatz dient. Einzig Daniel Grao, Rebeca Sala und Luisa Vides werden in ihren Rollen aus der vorherigen Staffel zurückkehren. Die Regie in Staffel 2 übernahmen Elena Trapé und Polo Menárguez, deren Drehbücher von Yolanda García Serrano, Jacobo Delgado, Luis Caballero und Pablo Bartolomé stammen.

## Besetzung und Synchronisation
Die deutschsprachige Synchronisation entsteht nach den Dialogbüchern von Gabi Voussem und Jennifer Schöngarth sowie unter der Dialogregie von Heike Kospach durch die Synchronfirma Studio Hamburg Synchron GmbH in Berlin.

### Hauptdarsteller
| Rolle                      | Schauspieler             | Hauptrolle (Folgen)  | Nebenrolle (Folgen) | Synchronsprecher       |
| -------------------------- | ------------------------ | -------------------- | ------------------- | ---------------------- |
| Hugo „HIT“ Ibarra Toledo   | Daniel Grao              | 1.01–                |                     | Sven Gerhardt          |
| Maya                       | Luisa Vides              | 1.01–                |                     | Leonie Dubuc           |
| Carla                      | Rebeca Sala              | 1.01–                |                     | Jessica Walther-Gabory |
| Ester de la Vega           | Olaya Caldera            | 1.01–1.10            |                     | Anna Grisebach         |
| Elena „Lena“ Vallejo Posse | Carmen Arrufat           | 1.01–1.10            |                     | Léa Mariage            |
| Nourdin                    | Nourdin Batán            | 1.01–1.10            |                     | Nicolas Rathod         |
| Silvia Muñoz               | María Rivera             | 1.01–1.10            |                     | Sophie Lechtenbrink    |
| Gustau „Gus“ Albiñana      | Oriol Cervera            | 1.01–1.10            |                     | Oliver Szerkus         |
| Darío Carbajal             | Gabriel Guevara Mourreau | 1.01–1.10            |                     | Philipp Lind           |
| Marga                      | Leire Cabeza             | 1.01–1.10            |                     | Samina König           |
| Jaco                       | Melías Jesús             | 1.01–1.10            |                     | Philip Süß             |
| Érika Alonso               | Krista Aroca             | 1.01–1.10            |                     | Derya Flechtner        |
| Andrés                     | Ignacio Hidalgo          | 1.01–1.10            |                     | Finn Posthumus         |
| David                      | Enrique Asenjo           | 1.01–1.05, 1.08–1.10 |                     | Armin Schlagwein       |
| Helio                      | Hugo Alejo               | 1.01–1.05, 1.08–1.10 |                     | Valentin Stilu         |
| Irma                       | Viveka Rytzner           | 1.01–1.06, 1.08–1.10 |                     | Nina Witt              |
| Lourdes                    | Ana Gracia               | 1.01–1.05, 1.08–1.10 |                     | Sabine Walkenbach      |
| Francis                    | Marta Larralde           | 2.xx–                |                     |                        |
| Matt                       | Son Khoury               | 2.xx–                |                     |                        |
| Chelo                      | Alba de Ángel            | 2.xx–                |                     |                        |
| Teo                        | Jacobo Camarena          | 2.xx–                |                     |                        |
| Carmen                     | Teresa de Mera           | 2.xx–                |                     |                        |
| Román                      | Álvaro de Juana          | 2.xx–                |                     |                        |
| Paula                      | Carlota Gurpegui         | 2.xx–                |                     |                        |
| Daniela                    | Leonor Pernas            | 2.xx–                |                     |                        |
| Lucía                      | Claudia Licari           | 2.xx–                |                     |                        |
| Jota                       | Manuel Soler             | 2.xx–                |                     |                        |

### Nebendarsteller
| Rolle         | Schauspieler         | Nebenrolle (Folgen)              | Synchronsprecher     |
| ------------- | -------------------- | -------------------------------- | -------------------- |
| Alberto       | Carlos Gorbe         | 1.01, 1.03–1.07, 1.10            | Fabian Oscar Wien    |
| Alex          | Nacho López          | 1.01–1.08, 1.10                  | Nils Nelleßen        |
| Manuel        | Francisco Boira      | 1.01–1.02, 1.07, 1.10            | Hanns Jörg Krumpholz |
| Raúl          | Mauro Muñiz          | 1.01–1.02, 1.04, 1.07–1.08, 1.10 | Marko Bräutigam      |
| Gina          | Noelia Noto          | 1.01–1.02, 1.07, 1.09–1.10       | Marina Krogull       |
| Teresa        | María Miguel         | 1.01–1.02, 1.05, 1.07–1.10       | Susanne Szell        |
| Antonia       | Ana Villa            | 1.01–1.04, 1.07, 1.10            | Katja Hiller         |
| Rafael „Rafa“ | Diego Braguinsky     | 1.01–1.02, 1.05, 1.07–1.10       | Jens-Uwe Bogadtke    |
| Núria         | Laia Alemany         | 1.01–1.02, 1.07, 1.10            | Andrea Cleven        |
| Fernando      | Javier Collado       | 1.01–1.03, 1.07, 1.10            | Florens Schmidt      |
| Nassir        | Abdelatif Hwidar     | 1.01–1.02, 1.04, 1.07–1.08, 1.10 | Karim Chamlali       |
| Bea           | Mabel del Pozo       | 1.01–1.02, 1.07, 1.10            | Katharina Spiering   |
| Patricia      | Arlette Torres       | 1.01–1.02, 1.04, 1.07, 1.09–1.10 | Wicki Kalaitzi       |
| Cesar         | Rafael Ordorika      | 1.01–1.02, 1.06–1.07, 1.10       | Sven Brieger         |
| Raquel        | Sebis López Gandulla | 1.01–1.02, 1.08                  | Judith Steinhäuser   |
| Ivana         | María Bersaluze      | 1.01–1.04, 1.10                  | Lea Kalbhenn         |
| Will          | Jons Pappila         | 1.01, 1.04–1.05, 1.07, 1.09–1.10 | Otto Strecker        |
| Magüi         | Noelle Mauri         | 1.01–1.05, 1.07–1.10             | Andrea Solter        |
| Telmo         | Juanma Cifuentes     | 1.01–1.03, 1.06, 1.09–1.10       | Tino Kießling        |
| Adam          | Saúl Barceló         | 1.01–1.04, 1.10                  | David Kunze          |
| Kevin         | Luis Daniel Graff    | 1.02–1.04                        | Mika Hinz            |

### Gastdarsteller
| Rolle                     | Schauspieler       | Gastrolle (Folgen) | Synchronsprecher     |
| ------------------------- | ------------------ | ------------------ | -------------------- |
| Frau im Publikum          | Montse Peidró      | 1.01               |                      |
| Braulio Carranza León     | Steven Lance       | 1.03–1.04          | Christoph Banken     |
| Mari Cruz                 | Rocío Calvo        | 1.03, 1.05         | Agnes Hilpert        |
| Reinigungsdame            | Victoria Mora      | 1.04               |                      |
| Julia                     | Melisa Fernández   | 1.04               | Daniela Molina       |
| Virginia Sánchez          | Cristina Rodríguez | 1.05               | Christin Marquitan   |
| Rubí                      | Silvia Rubi        | 1.05               | Nurcan Özdemir       |
| Silvan G.                 | Èric Sylvan        | 1.05               | Dennis Sandmann      |
| Marta                     | Leticia Torres     | 1.05, 1.07         | Lea Faßbender        |
| Apothekerin               | Inés Cron          | 1.06, 1.10         |                      |
| Barbesitzer               | Kiko Gutiérrez     | 1.06               | Georgios Tzitzikos   |
| Typ von der Party         | Adrián Jiménez     | 1.06, 1.09         |                      |
| Aurora Toledo             | Laura Pamplona     | 1.07               | Juana von Jascheroff |
| Miguel                    | Jordi Planas       | 1.07               | Florian Halm         |
| Daniel                    | Pep Ferrer         | 1.07, 1.09         | Frank Kirschgens     |
| Hugo Ibarra Toledo (jung) | Mirko Grao         | 1.07               |                      |
| Cristóbal                 | Jorge Monje        | 1.08, 1.10         | Jacob Weigert        |
| Cecilia                   | Clarisa Guercovich | 1.08–1.09          |                      |
| Santi                     | Muriel Pernas      | 1.08               | Karim El Kammouchi   |
| José María Aragay         | José María Aragay  | 1.10               | Bastian von Bömches  |

## Episodenliste
| Nr. (ges.) | Nr. (St.) | Deutscher Titel      | Originaltitel       | Erstausstrahlung (Spanien) | Deutschsprachige Erstveröffentlichung (D/A/CH) | Regie                   | Drehbuch                                                    | Zuschauer (Spanien) |
| --- | --------- | -------------------- | ------------------- | -------------------------- | ---------------------------------------------- | ----------------------- | ----------------------------------------------------------- | ------------------- |
| 1 | 1         | Infektion            | La infección        | 21. Sep. 2020              | 15. Sep. 2021                                  | Joaquín Oristrell       | Yolanda García Serrano, Pablo Bartolomé & Joaquín Oristrell | 1.606.000 (10,2 %)  |
| Vier Autos brennen auf dem Parkplatz der Sekundarschule Anne Frank. Ester, der Rektorin der Schule, reicht es nun endgültig. Wenn sich nicht langsam etwas ändert, dann werden die Eltern ihre Kinder noch von der Schule nehmen und die Schule müsste ihre Pforten schließen, was das Ende für das Erbe von Esters Mutter bedeuten würde. In ihrer Verzweiflung wendet sie sich an Hugo für Hilfe, der ein etwas unkonventioneller Lehrer ist. Er hat zwar seit Jahren nicht mehr als Lehrer gearbeitet, stimmt aber unter einer Bedingung zu: Er macht die Regeln. Ester muss bald feststellen, dass es Konsequenzen hat, Hugo keine Grenzen gesetzt zu haben. |           |                      |                     |                            |                                                |                         |                                                             |                     |
| 2 | 2         | Abfrage              | La consulta         | 28. Sep. 2020              | 15. Sep. 2021                                  | Joaquín Oristrell       | Yolanda García Serrano & Joaquín Oristrell                  | 1.504.000 (9,4 %)   |
| Um die Sekundarschule Anne Frank vor der Schließung zu retten, muss Hugo erstmal die Wurzel allen Übels ausfindig machen: eine Gruppe, die aus neun Schülern besteht, und die er für die Ursache aller Probleme an der Schule hält. Hugo muss aber erst die Eltern der Jungen und Mädchen davon überzeugen, ihm ihre Zustimmung zu erteilen, dass sie an seinem unkonventionellen Unterricht teilnehmen dürfen und er seine Methoden anwenden kann. Es gibt aber ein Problem: Hugo kann zwar gut mit Worten umgehen, neigt aber auch dazu, Leute vor den Kopf zu stoßen. Nach ihrem ersten Treffen verweigern die Eltern von Lena, Gus und Darío ihre Zustimmung. Ohne die drei Schüler werden die HIT-Methoden aber nicht anschlagen und die Schule wird weiterhin vor Problemen stehen. |           |                      |                     |                            |                                                |                         |                                                             |                     |
| 3 | 3         | Diagnose             | El diagnóstico      | 5. Okt. 2020               | 15. Sep. 2021                                  | Álvaro Fernández Armero | Jacobo Delgado & Joaquín Oristrell                          | 1.450.000 (8,8 %)   |
| Um eine Krankheit bestmöglich zu behandeln, muss erst einmal die richtige Diagnose gestellt werden. Deshalb werden die Teenager in der ersten HIT-Unterrichtseinheit in der Schulturnhalle eingesperrt, wo sie sich selbst und einander besser kennenlernen und akzeptieren sollen. Außerdem müssen sie lernen, dass ihre Handlungen nicht ohne Konsequenzen bleiben. Hugo zwingt sie deshalb dazu, sich selbst zu stellen. Sie sollen sich selbst erkunden, um herauszufinden, was sie ausmacht und das müssen sie dann benennen. Das umfasst sowohl ihre guten als auch schlechten Eigenschaften. Während Hugo sie dazu zwingt, erkennen einige von ihnen Dinge an sich, die sie Lieber nicht wahrhaben wollen. Dazu gehört auch Marga, die während des Unterrichts sehr emotional wird. Bald wird klar, dass dieser emotionale Ausbruch sich mit dem Todestag ihres Bruder Santi deckt. |           |                      |                     |                            |                                                |                         |                                                             |                     |
| 4 | 4         | Reinwaschen          | La limpia           | 12. Okt. 2020              | 15. Sep. 2021                                  | Álvaro Fernández Armero | Pablo Bartolomé & Joaquín Oristrell                         | 1.584.000 (9,6 %)   |
| Nassir, Nourdins Vater, arbeitet auf einer Mülldeponie. Sie verstehen sich nicht besonders gut und Nassir will, dass sein Sohn bei ihm auf der Deponie anfängt. Nourdin findet diese Idee aber nicht gerade umwerfend und eigentlich findet er diese Arbeit sogar ziemlich abstoßend. Nourdin muss also anfangen, zu lernen, damit er seinen Träumen nachkommen kann. Er muss aufhören, sich Gedanken über Sport zu machen und sollte lieber sein Gehirn benutzen, was ihm allerdings ziemlich schwerfällt. Etwas, was er als Kind mal in einem Camp erlebt hat, hindert ihn daran, sich zu konzentrieren, weil es immer in seinem Hinterkopf ist. |           |                      |                     |                            |                                                |                         |                                                             |                     |
| 5 | 5         | Körper               | El cuerpo           | 19. Okt. 2020              | 15. Sep. 2021                                  | Elene Trapé             | Yolanda García Serrano & Joaquín Oristrell                  | 1.636.000 (10,1 %)  |
| Das Schuljahr schreitet schnell voran und die Teenager scheinen Fortschritte zu machen. Der Job fordert Hugo aber so sehr, dass er langsam immer erschöpfter und frustrierter wird. Jeden Tag hat er mit der Ablehnung einiger anderer Lehrer, Esters fragwürdiger Unterstützung und den Beschwerden einiger Eltern zu kämpfen. Silvias Eltern haben ein besonders großes Problem mit Hugo und haben bei der Schulbehörde eine Beschwerde gegen ihn eingereicht, nachdem sie gesehen haben, wie ihre Tochter sich selbst verletzt hat. Trotz der drohenden Gefahren dringt Hugo immer weiter in die Privatsphäre seiner Schüler ein, und gibt es nichts privateres als das Thema Sex. Als die Teenager endlich ehrlich zu ihm sind, kommt Mari Cruz, die stellvertretende Leiterin der Schulbehörde in die Schule und setzt Hugos Unterricht bis auf Weiteres aus. Hugo versteht nicht, warum Ester sich so unterwürfig benimmt und widersetzt sich. Wenn seine Unterrichtsmethoden schon von der stellvertretenden Leiterin der Schulbehörde missbilligt werden, will er wenigstens noch einmal mit besonderen Gästen eine Unterrichtsstunde abhalten. |           |                      |                     |                            |                                                |                         |                                                             |                     |
| 6 | 6         | Rückfall             | La recaída          | 26. Okt. 2020              | 15. Sep. 2021                                  | Elene Trapé             | Jacobo Delgado & Joaquín Oristrell                          | 1.446.000 (8,6 %)   |
| Hugo kündigt nach dem Zwischenfall mit der Schulbehörde. Er glaubt, dass er es macht, um seine Würde zu behalten, aber eigentlich hat er nur Versagensängste und nimmt lieber den leichten Ausweg und läuft davon. Allerdings hat seine Entscheidung die schlimmste aller Folgen: Alkohol. Nachdem er 18 Monate nüchtern war, greift Hugo wieder zur Flasche. Auf seinem direkten Weg in die Hölle begleitet ihn eine überraschende Weggefährtin: Érika, die mit ihrem Drogenkonsum auch über die Stränge geschlagen hat. Eine Nacht lang begleiten sie einander und Hugo wird klar, dass er die Kids jetzt nicht aufgeben kann. Nur weil er wütend über die Schulbehörde oder das Bildungssystem an sich ist, sollte er die Gruppe nicht einfach sich selbst überlassen. Hugo will also wieder an die Schule zurück und seine Methoden weiter anwenden. |           |                      |                     |                            |                                                |                         |                                                             |                     |
| 7 | 7         | Intensivstation      | Cuidados intensivos | 2. Nov. 2020               | 15. Sep. 2021                                  | Álvaro Fernández Armero | Pablo Bartolomé & Joaquín Oristrell                         | 1.528.000 (9,0 %)   |
| Es wird Zeit, sich den Ängsten und dem Frust einfach zu stellen. Hugo organisiert einen Escape Room in der Schulturnhalle, um dieses Ziel zu erreichen. Er sperrt die Teenager darin ein, damit sie zusammenarbeiten, um wieder rauszukommen, bevor die Zeit abgelaufen ist. Probleme treten an die Oberfläche, während sie versuchen, das Rätsel des Spiels zu lösen. |           |                      |                     |                            |                                                |                         |                                                             |                     |
| 8 | 8         | Erfolgsbilanz        | El historial        | 9. Nov. 2020               | 15. Sep. 2021                                  | Álvaro Fernández Armero | Yolanda García Serrano & Joaquín Oristrell                  | 1.411.000 (8,2 %)   |
| Die Teenager müssen sich ihrer Vergangenheit stellen. Unsere Vergangenheit macht aus, wer wir sind und ist wie ein Rucksack, den wir unser gesamtes Leben mit uns herumtragen müssen. Ist er zu schwer, kann uns die Last der Vergangenheit verbiegen. Hugo bittet die Teenager, einen Gegenstand mit in den Unterricht zu bringen, der für sie ihre Familie darstellt. Alle bringen sehr merkwürdige Gegenstände mit, aber alle sind schockiert über den Gegenstand, den Andrés ausgewählt hat, um seine Geschichte zu erzählen: Eine Waffe, die er für seinen Vater Cristóbal aufbewahrt, bis der aus dem Gefängnis entlassen wird. Eine Waffe sollte man nicht mit in die Schule bringen und Hugo, der erst wie erstarrt ist, weil er schon zum zweiten Mal mit einer Waffen in einer Schulumgebung konfrontiert wird, konfisziert sie. Andrés vergöttert seinen Vater und versucht alles, um die Waffe zurückzubekommen. Er beginnt sogar einen Streit mit Hugo, der Andrés allerdings verstehen lässt, wie seine Beziehung zu seinem Vater wirklich aussieht.                                                                                      |           |                      |                     |                            |                                                |                         |                                                             |                     |
| 9 | 9         | Prüfungen            | Los exámenes        | 16. Nov. 2020              | 15. Sep. 2021                                  | Elena Trapé             | Jacobo Delgado & Joaquín Oristrell                          | 1.524.000 (8,9 %)   |
| Das Schuljahr nähert sich dem Ende und die Abschlussprüfungen stehen bevor. Die Teenager konzentrieren sich aufs Lernen, aber einige können sich einfach nicht konzentrieren. Wie zum Beispiel Jaco, der nicht erwartet, den Kurs zu bestehen. Er weiß nicht, was er mit seinem Leben anfangen soll, weiß aber, dass er nicht lernen will. Er beschließt also, die Abschlussprüfungen nicht zu schreiben. Hugo redet mit ihm und findet heraus, dass Jaco eigentlich nur zurück in seine Heimat will. Hugo überzeugt den Jungen davon, sich anzustrengen und die Abschlussprüfungen mitzuschreiben. Bei Nourdin ist es genau andersherum; er gibt sein Bestes. Er will bestehen und eine bessere Zukunft, weiß aber auch, dass er kein guter Schüler ist. Deshalb geht er den leichten Weg und stiehlt die Prüfungsunterlagen. Er wird aber auf frischer Tat erwischt und erkennt die Ausweglosigkeit seiner Situation. Er flüchtet sich also zu Silvia, mit der er eine Beziehung beginnt. |           |                      |                     |                            |                                                |                         |                                                             |                     |
| 10 | 10        | Ärztliche Entlassung | Alta médica         | 23. Nov. 2020              | 15. Sep. 2021                                  | Elena Trapé             | Yolanda García Serrano, Jacobo Delgado & Joaquín Oristrell  | 1.539.000 (9,1 %)   |
| Das Schuljahr ist zu Ende. Am letzten Tag sollen die Teenager eine Tanzshow veranstalten, damit alle noch einmal am selben Ort zusammenkommen. Endlich kann Hugo seine wohlverdienten Lorbeeren ernten, sehen, ob die Probleme sich in Wohlgefallen aufgelöst haben und sich auf die Zukunft freuen. Lena, Andrés, Darío, Érika, Gus, Jaco, Marga, Nourdin und Silvia werden bei ihrem letzten Aufeinandertreffen ganz rührselig. Es ist ihr letzter gemeinsamer Unterricht, das letzte Mal, dass sie mit Hugo zusammen sind und das letzte Mal, dass alle neun etwas gemeinsam machen. Nach der Show erfahren die Teenager ihre Noten und danach müssen sie sich entscheiden, was sie mit dem Rest ihres Lebens anfangen wollen. Hat Hugo die Sekundarschule Anne Frank von ihren Problemen befreit? |           |                      |                     |                            |                                                |                         |                                                             |                     |

## Begleitsendung
Der Sender La 1 strahlte im Anschluss jeder Folge der ersten Staffel eine Begleitsendung namens ¿Quién educa a quién? (zu Deutsch: Wer erzieht wen?) aus. Durch diese talkshowartige Sendung führt die Journalistin Mamen Asencio. In der Sendung selbst, werden die Ereignisse der jeweiligen Folge analysiert, gesellschaftliche und bildungstechnische Probleme herausgefiltert, Fragestellungen werden formuliert sowie diskutiert, Lösungen werden gesucht, und Erfahrungen geteilt. Zu den Gästen in den einzelnen Sendungen zählen neben den Darstellern aus der Serie ebenfalls Schüler, Studenten, Lehrer, Eltern, Pädagogen, Psychologen, Polizisten, Rechtsanwälte, Philosophen, Vertreter der Gesetzgeber, Neurowissenschaftler, Prominente und weitere Persönlichkeiten aus Wissenschaft und Gesellschaft.
| 1  | 21. September 2020 | 627.000 (6,4 %) |
| 2  | 28. September 2020 | 575.000 (5,6 %) |
| 3  | 5. Oktober 2020    | 486.000 (4,6 %) |
| 4  | 12. Oktober 2020   | 558.000 (5,3 %) |
| 5  | 19. Oktober 2020   | 589.000 (5,7 %) |
| 6  | 26. Oktober 2020   | 618.000 (5,8 %) |
| 7  | 9. November 2020   | 470.000 (4,4 %) |
| 8  | 9. November 2020   | 470.000 (4,1 %) |
| 9  | 16. November 2020  | 505.000 (4,6 %) |
| 10 | 23. November 2020  | 528.000 (5,4 %) |

## Auszeichnungen und Nominierungen
| Jahr | Auszeichnung          | Kategorie                                  | Für                         | Resultat  | Ref.   |
| ---- | --------------------- | ------------------------------------------ | --------------------------- | --------- | ------ |
| 2021 | 8th MiM Series Awards | Beste Dramaserie                           | HIT – Wer erzieht hier wen? | Nominiert | [ 24 ] |
| 2021 | 8th MiM Series Awards | Bester Hauptdarsteller in einer Dramaserie | Daniel Grao                 | Nominiert | [ 24 ] |